# Collegio di Kensington
Kensington è stato un collegio elettorale situato nella Grande Londra, e rappresentato alla Camera dei comuni del Parlamento del Regno Unito. Eleggeva un membro del parlamento con il sistema first-past-the-post, ossia maggioritario a turno unico; il collegio è stato abolito in occasione della revisione periodica del 2024.

## Estensione
Il collegio costituito per le elezioni generali nel Regno Unito del 2010 comprendeva le parti settentrionale e centrale del borgo reale di Kensington e Chelsea all'interno ed intorno a Kensington, ed era costituito dai seguenti ward elettorali: Abingdon, Brompton, Campden, Colville, Courtfield, Earls Court, Golborne, Holland, Norland, Notting Dale, Pembridge, Queen's Gate e St Helens
Dal 1974 al 1983 il collegio comprendeva i seguenti ward: Golborne, Holland, Norland, Pembridge, Queen's Gate e St Charles.
Dal 1983 al 1997 il collegio comprendeva i seguenti ward: Avondale, Campden, Colville, Golborne, Holland, Kelfield, Norland, Pembridge, Queen's Gate e St Charles.

## Storia
Alle elezioni generali del 2017 Emma Dent Coat conquistò il collegio dall'ex deputata Victoria Borwick con il margine più stretto di tutta l'Inghilterra ed il secondo di tutto il Regno Unito, 20 voti, divenendo il primo deputato laburista del collegio dal 1974 ad oggi. Il risultato più di misura del 2017 in tutto il Regno Unito fu nel collegio di North East Fife, con soli 2 voti, e il terzo fu nel collegio di Perth and North Perthshire, con 21 voti di distacco.

## Membri del parlamento
| Elezione | Elezione         | Deputato              | Partito           |
| -------- | ---------------- | --------------------- | ----------------- |
|          | Feb 1974         | Brandon Rhys-Williams | Conservatore      |
| 1988 (S) | Dudley Fishburn  |                       | Conservatore      |
|          | 1997             | Collegio abolito      | Collegio abolito  |
|          | 2010             | Collegio ricreato     | Collegio ricreato |
|          | 2010             | Malcolm Rifkind       | Conservatore      |
| 2015     | Victoria Borwick |                       | Conservatore      |
|          | 2017             | Emma Dent Coad        | Laburista         |
|          | 2019             | Felicity Buchan       | Conservatore      |
|          | 2024             | Collegio abolito      | Collegio abolito  |

## Elezioni

### Elezioni negli anni 2010
| Partito                    | Partito                                           | Candidato                  | Risultati 12 dicembre 2019 | Risultati 12 dicembre 2019 |
| Partito                    | Partito                                           | Candidato                  | Voti                       | %                          |
| -------------------------- | ------------------------------------------------- | -------------------------- | -------------------------- | -------------------------- |
|                            | Conservatore                                      | Felicity Buchan            | 16 768                     | 38,32                      |
|                            | Laburista                                         | Emma Dent Coad             | 16 618                     | 37,97                      |
|                            | Lib Dem                                           | Sam Gyimah                 | 9 312                      | 21,28                      |
|                            | Verdi                                             | Vivien Lichtenstein        | 535                        | 1,22                       |
|                            | Brexit                                            | Jay Aston Colquhoun        | 384                        | 0,88                       |
|                            | Popoli Cristiani                                  | Roger Phillips             | 70                         | 0,16                       |
|                            | Touch Love Worldwide                              | Harriet Gore               | 47                         | 0,11                       |
|                            | Rivoluzionario dei Lavoratori                     | Scott Dore                 | 28                         | 0,06                       |
|                            |                                                   |                            |                            |                            |
| Iscritti                   | Iscritti                                          | Iscritti                   | 64 609                     | 100,00                     |
| ↳ Votanti (% su iscritti)  | ↳ Votanti (% su iscritti)                         | ↳ Votanti (% su iscritti)  | 43 762                     | 67,73                      |
| ↳ Astenuti (% su iscritti) | ↳ Astenuti (% su iscritti)                        | ↳ Astenuti (% su iscritti) | 20 847                     | 32,27                      |
|                            |                                                   |                            |                            |                            |
|                            | Esito: collegio passa da Laburista a Conservatore |                            |                            |                            |

| Partito                    | Partito                                           | Candidato                  | Risultati 8 giugno 2017 | Risultati 8 giugno 2017 |
| Partito                    | Partito                                           | Candidato                  | Voti                    | %                       |
| -------------------------- | ------------------------------------------------- | -------------------------- | ----------------------- | ----------------------- |
|                            | Laburista                                         | Emma Dent Coad             | 16 333                  | 42,23                   |
|                            | Conservatore                                      | Victoria Borwick           | 16 313                  | 42,18                   |
|                            | Lib Dem                                           | Annabel Mullin             | 4 724                   | 12,21                   |
|                            | Verdi                                             | Jennifer Nadel             | 767                     | 1,98                    |
|                            | Indipendente                                      | James Torrance             | 393                     | 1,02                    |
|                            | Indipendente                                      | Peter Marshall             | 98                      | 0,25                    |
|                            | Alleanza per il Socialismo Verde                  | John Lloyd                 | 49                      | 0,13                    |
|                            |                                                   |                            |                         |                         |
| Iscritti                   | Iscritti                                          | Iscritti                   | 60 622                  | 100,00                  |
| ↳ Votanti (% su iscritti)  | ↳ Votanti (% su iscritti)                         | ↳ Votanti (% su iscritti)  | 38 677                  | 63,80                   |
| ↳ Astenuti (% su iscritti) | ↳ Astenuti (% su iscritti)                        | ↳ Astenuti (% su iscritti) | 21 945                  | 36,20                   |
|                            |                                                   |                            |                         |                         |
|                            | Esito: collegio passa da Conservatore a Laburista |                            |                         |                         |

| Partito                    | Partito                                   | Candidato                  | Risultati 7 maggio 2015 | Risultati 7 maggio 2015 |
| Partito                    | Partito                                   | Candidato                  | Voti                    | %                       |
| -------------------------- | ----------------------------------------- | -------------------------- | ----------------------- | ----------------------- |
|                            | Conservatore                              | Victoria Borwick           | 18 199                  | 52,25                   |
|                            | Laburista                                 | Rod Abouharb               | 10 838                  | 31,12                   |
|                            | Lib Dem                                   | Robin McGhee               | 1 962                   | 5,63                    |
|                            | Verdi                                     | Robina Rose                | 1 765                   | 5,07                    |
|                            | UKIP                                      | Jack Bovill                | 1 557                   | 4,47                    |
|                            | CISTA                                     | Tony Auguste               | 211                     | 0,61                    |
|                            | Animal Welfare                            | Andrew Knight              | 158                     | 0,45                    |
|                            | Alleanza per il Socialismo Verde          | Toby Abse                  | 115                     | 0,33                    |
|                            | New Independent Centralists               | Roland Courtenay           | 23                      | 0,07                    |
|                            |                                           |                            |                         |                         |
| Iscritti                   | Iscritti                                  | Iscritti                   | 61 101                  | 100,00                  |
| ↳ Votanti (% su iscritti)  | ↳ Votanti (% su iscritti)                 | ↳ Votanti (% su iscritti)  | 34 828                  | 57,00                   |
| ↳ Astenuti (% su iscritti) | ↳ Astenuti (% su iscritti)                | ↳ Astenuti (% su iscritti) | 26 273                  | 43,00                   |
|                            |                                           |                            |                         |                         |
|                            | Esito: collegio confermato a Conservatore |                            |                         |                         |

| Partito                    | Partito                                         | Candidato                  | Risultati 6 maggio 2010 | Risultati 6 maggio 2010 |
| Partito                    | Partito                                         | Candidato                  | Voti                    | %                       |
| -------------------------- | ----------------------------------------------- | -------------------------- | ----------------------- | ----------------------- |
|                            | Conservatore                                    | Malcolm Rifkind            | 17 595                  | 50,06                   |
|                            | Laburista                                       | Sam Gurney                 | 8 979                   | 25,54                   |
|                            | Lib Dem                                         | Robin Meltzer              | 6 872                   | 19,55                   |
|                            | UKIP                                            | Caroline Pearson           | 754                     | 2,15                    |
|                            | Verdi                                           | Melan Ebrahimi-Fardouée    | 753                     | 2,14                    |
|                            | Alleanza per il Socialismo Verde                | Eddie Adams                | 197                     | 0,56                    |
|                            |                                                 |                            |                         |                         |
| Iscritti                   | Iscritti                                        | Iscritti                   | 65 947                  | 100,00                  |
| ↳ Votanti (% su iscritti)  | ↳ Votanti (% su iscritti)                       | ↳ Votanti (% su iscritti)  | 35 150                  | 53,30                   |
| ↳ Astenuti (% su iscritti) | ↳ Astenuti (% su iscritti)                      | ↳ Astenuti (% su iscritti) | 30 797                  | 46,70                   |
|                            |                                                 |                            |                         |                         |
|                            | Esito: collegio a Conservatore (nuovo collegio) |                            |                         |                         |

## Risultati dei referendum

### Referendum sulla permanenza del Regno Unito nell'Unione europea del 2016
|             | Collegio    | Lasciare UE % | Rimanere in UE % |
| ----------- | ----------- | ------------- | ---------------- |
|             | Kensington  | 31,3%         | 68,7%            |
|             | Inghilterra | 53,3%         | 46,7%            |
| Regno Unito | 51,9%       | 48,1%         |                  |